# Symplocos neblinae
Symplocos neblinae là một loài thực vật có hoa trong họ Dung. Loài này được Maguire & Steyerm. miêu tả khoa học đầu tiên năm 1978.